# Команда (газета)
«Кома́нда» — всеукраїнська спортивна газета, виходила з 11 березня 1995 року по грудень 2016 року в Києві.
Заснована на базі видання «Київські відомості» бізнесменом Михайлом Бродським і видавцем Сергієм Кічігіним. Пізніше ввійшла до складу Українського Медіа Холдингу (УМХ).
Спочатку виходила тричі на тиждень на восьми шпальтах. З часом досягла періодичності 5 разів на тиждень: вівторок, середа, четвер, п'ятниця, субота.
Перед закриттям газети в грудні 2016 всіх співробітників видання звільнили.
Географія розповсюдження: вся Україна.

## Головні редактори
- Мирський Валерій Ісайович
- Вихованець Валерій Володимирович
- Корзаченко Юрій Васильович
- Пільчевський Юрій Дмитрович
- Карман Юрій Валентинович